# Епархия Мутаре
Епархия Мутаре (лат. Dioecesis Mutarensis) — епархия Римско-Католической церкви c центром в городе Мутаре, Зимбабве. Епархия Мутаре входит в митрополию Хараре. Кафедральным собором епархии Мутаре является церковь Пресвятой Троицы.

## История
2 февраля 1953 года Римский папа Пий XII выпустил буллу «Apostolicas Praefecturas», которой учредил апостольскую префектуру Умтали, выделив её из апостольских викариатов Форта-Виктории (сегодня — епархия Гверу) и Солсбери (сегодня — архиепархия Хараре).
15 февраля 1957 года Римский папа Пий XII выпустил буллу «Quod Christus», которой преобразовал апостольскую префектуру Умтали в епархию.
25 июня 1982 года епархия Умтали переименована в епархию Мутаре. 

## Ординарии епархии
- епископ Donal Raymond Lamont, O.Carm.[1] (6.02.1953 — 5.11.1981);
- епископ Alexio Churu Muchabaiwa (с 5 ноября 1981 года).

## Источник
- Annuario Pontificio, Libreria Editrice Vaticana, Città del Vaticano, 2003, ISBN 88-209-7422-3
- Булла Apostolicas Praefecturas, AAS 45 (1953), стр. 483  (лат.)
- Булла Quod Christus, AAS 47 (1955), стр. 369  (лат.)